# Charles Loyson
Pour les articles homonymes, voir Loyson.
Charles Loyson, né le 13 mars 1791 à Château-Gontier (Mayenne) et mort le 27 juin 1820 à Paris, est un poète, polémiste et enseignant français.
Il est l'auteur de poésies, d'ouvrages de critique littéraire, d'études historiques, de discours et d'articles pour de nombreux journaux. Il publie aussi des Odes ou des Lettres adressées à Chateaubriand, Benjamin Constant, Casimir Delavigne, etc.

## Biographie
Fils du sellier Julien Loyson et de Théodose-Sainte Lesuc, il fréquente le collège de Beaupréau. Se destinant à l’enseignement, il a enseigné successivement les humanités et la rhétorique dans plusieurs collèges de département. À 17 ans, il est professeur à Doué-la-Fontaine puis, il continue d'enseigner dans d'autres collèges provinciaux.
Malgré les succès de son enseignement, il a sollicité comme une faveur d'être admis, pour y compléter ses études, à l’École normale instituée en l'an III par la Convention. En 1809, il y entre, après trois années d'études, il se consacre à sa thèse de doctorat sur La manière de traduire les poètes anciens. Loyson fut bientôt nommé répétiteur de l'école, et professeur d'humanités au lycée Bonaparte.
Considéré comme le précurseur de Lamartine, il décide, tout en reconnaissant lui-même que son opinion comportait quelques paradoxes que les poètes devaient être traduits en vers et, pour donner l'exemple, il traduit Tibulle. Enseignant dans divers collèges et lycées, il chante la naissance du roi de Rome dans une ode qui obtient quelque succès. Après l'abdication de Fontainebleau, il chante le retour de Louis XVIII sur le trône de France dans une nouvelle Ode sur la chute du tyran et le rétablissement de nos rois légitimes, 1814, in-8º. Chargé, au mois d'août 1814, de prononcer le discours à la distribution des prix de son lycée, devenu le collège Bourbon, il y fait l'éloge du roi et des Bourbons.
Pendant cette période, il donne des articles littéraires au Journal des Débats et Journal général de France (d). Vivement protégé par Royer-Collard et Guizot, il entre dans l'administration, où il est attaché à la direction de la librairie en qualité de chef du secrétariat. Lorsque les Cent-Jours lui ont fait perdre cet emploi, l'obligeant à « changer d'air », il vient passer quelques jours dans sa ville natale. Il décide, à cette occasion, d'aller rendre visite à son ami Louis-Guillaume Papin (d) à Saumur, où il écrira sa brochure royaliste qu'il fit imprimer à Angers Sur la Déclaration de la chambre des représentants.
Dès le retour d’exil de Belgique de Louis XVIII, sa fidélité aux Bourbons, lui permet d'avoir un poste de chef de bureau au ministère de l'Intérieur. Il était en même temps maître de conférences des élèves de deuxième année à l’École normale, où il a contribué à former des professeurs distingués, tout en continuant de collaborer au Journal général de France.
Le 23 septembre 1815, il a publié un écrit intitulé De la conquête et du démembrement d'une grande nation, ou Lettre écrite par un grand d'Espagne à Bonaparte, au moment où celui-ci venait de faire arrêter Charles IV et Ferdinand VII dans les murs de Bayonne, où il les avait attirés sous prétexte de concilier leurs différends. 
Au cours du printemps de 1816, son état de santé se détériore et l'oblige à venir prendre du repos dans sa ville natale, où il étudiera l’anglais, langue indispensable pour mener à bien son projet de traduction du Tableau de la constitution anglaise. En 1817, pour le prix de poésie proposé par l'Académie française, il a concouru avec son Discours sur le bonheur de l'étude, qui n'a obtenu que l’accessit. Loyson laisse entendre dans une note accompagnant la dédicace au roi, que ce dernier, qui a agréé la dédicace de ce volume, y aurait fait quelques corrections. Son travail lui vaut aussi cette épigramme d’Henri de Latouche, rendue célèbre par un passage des Misérables : « Même, quand l'oison vole ; on sent qu'il a des pattes ».
Presque en même temps, Loyson donna la traduction du Tableau de la constitution d'Angleterre, par Georges Custance, 1817, 1 vol. in-8º En 1817, il a encore pris une part active à la rédaction des Archives philosophiques, politiques et littéraires, journal fondé par Guizot, afin de maintenir et de développer les conséquences de l’ordonnance du roi du 5 septembre 1816 dissolvant la Chambre introuvable, au profit d’une assemblée plus modérée.
Dès ce moment, voué à la politique, Loyson s’est constitué le défenseur du ministère, soit dans le Spectateur, soit dans une brochure à sensation, ayant pour titre Guerre à qui la cherche, ou Petites lettres sur quelques-uns de nos grands écrivains, par un ami de tout le monde, ennemi de tous les partis, 1818, in-8º. Ce pamphlet, que le Ministère a fait répandre avec profusion, a eu, par ce moyen, trois éditions dans la même année, bientôt suivi de cet autre pamphlet : Seconde campagne de Guerre à qui la cherche, ou Suite des Petites lettres sur quelques-uns de nos grands écrivains, 1818, in-8º.
Aussi fécond que zélé pour la cause qu'il avait embrassée, il mit encore au jour deux écrits relatifs aux questions qui occupaient alors le gouvernement : 
1. De la proposition de M. le marquis Barthélemy et de la loi des élections, 1819, in-8º ;
2. De la responsabilité des ministres et du projet de loi présenté sur cette matière dans la séance de la chambre des députés du 29 janvier 1819, in-8º.

Accusé de vénalité et sévèrement inculpé dans la Minerve par le politicien Benjamin Constant, Loyson n’a pas craint d'accepter la polémique avec un pareil adversaire. Il écrit une Lettre à M. Benjamin Constant (1819, in-8º), répliquant « Il n'est point nécessaire d'être payé pour trouver votre invariabilité souvent en défaut. Ce serait un argent trop facile à gagner et la conscience y serait doublement engagée ». Constant « qui ne croyait pas ce garçon-là si fort » fit le mort et le nom de Loyson est sorti grandi de toute cette campagne de presse et acquit une autorité, un prestige qui rejaillit sur son cours à l’École normale, car il menait de front l'enseignement, la littérature et l'administration, où il occupait le poste de chef de bureau des cultes non catholiques au ministère de l'Intérieur.
En 1819, il publie un volume Épîtres et élégies, in-8º, avec quelques élégies (qui font pressentir Lamartine). Ces élégies connurent le succès qu'il espérait. Il a été un des premiers à comprendre Lamartine et à révéler son génie, un génie qu'il rapprochait de son propre talent, mais son activité intellectuelle, mise à dure épreuve pour venir à bout de ses multiples travaux, devait finir par user sa constitution plutôt maladive et, dès 1818, ses médecins lui prescrivaient un repos intellectuel complet et un exercice physique d'au moins six heures par jour pour combattre « l'inertie de ses intestins ». À cette époque, il semble qu'il se dépassa davantage encore et, pressentant sa fin prochaine, il se hâta « d'exhaler la poésie qui était dans son âme et de mettre sa plume aux services de ses convictions ».
Une de ses meilleures pièces insérées est l'ode composée sur l’assassinat du duc de Berry, neveu de Louis XVIII et héritier potentiel au trône de France, dans la nuit du 13 au 14 février 1820 par l’ouvrier bonapartiste Louvel, a été sa dernière : une maladie inflammatoire l'a emporté, dans son appartement de la rue du Bac.
Ses obsèques furent honorées d'un concours nombreux. Son condisciple et ami,  Victor Cousin, a prononcé des adieux sur sa tombe. Henri Patin lui a consacré une notice dans le Lycée. Il était l'oncle de son homonyme parfait, Charles Loyson, plus connu sous son nom religieux de « père Hyacinthe ».
Outre les ouvrages cités, il a paru en 1821 un roman attribué à Charles Loyson, intitulé Cécilia Delaville, in-12. Son frère, alors inspecteur de l'académie de Metz, réclama dans le temps contre cette publication apocryphe.

## Rimes
Que j’aime à te revoir, tour des siècles gothiques,

Et sous tes noirs créneaux, de beaux jardins couverts,

Ces voiliers sortant de tes flancs entr’ouverts.

Mais où sont ces fossés, où sont ces murs antiques ?

Beaux arbres qu’à leur place on a vu s’élever,

Nous ne nous sommes point connus dans mon jeune âge,

Et vous m’offrez en vain votre récent ombrage,

Où mon cœur et mes yeux n’ont rien à retrouver.
— Les Souvenirs de l’enfance